# Dólar do Zimbábue
O dólar do Zimbábue foi a moeda nacional do Zimbábue, entre os anos de 1980 e 2009. Seu código era ZWD e era normalmente abreviado como Z$.
Como uma das moedas mais desvalorizadas do mundo, devido ao colapso da economia do país, em julho de 2007, foi lançada a cédula de 200 mil dólares zimbabueanos, que apesar do elevado valor de face, era capaz de comprar pouco mais do que um quilo de açúcar. No mercado paralelo, a moeda, quando do seu lançamento, era cotada a um dólar americano. Menos de um ano depois foi necessário o lançamento de uma moeda com valor de face de 500 milhões.
Em janeiro de 2009, foram emitidas notas da família "trillion dollar", que já eram impressas com valores nominais de 10, 20, 50 e 100 trilhões de dólares zimbabueanos.

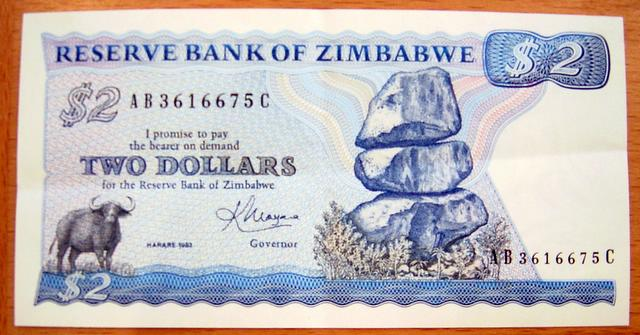
Dólar zimbabueano de 1983. Atualmente, uma nota de Z$ 2, como essa, tem apenas valor numismático.

Esta moeda sofreu duas reformas monetárias, sendo que na primeira houve o corte de três zeros e na segunda, ocorrida em agosto de 2008, foi efetuado o corte de dez zeros, medida insuficiente para o controle da hiperinflação, que está em um nível de descontrole tão alto a ponto de superar o fenômeno hiperinflacionário ocorrido na Hungria logo após a Segunda Guerra Mundial.
O dólar zimbabueano foi suspenso oficialmente pelo governo em 2009, devido à hiperinflação, sendo substituído oficialmente pelo dólar dos Estados Unidos (US$). Contudo, usualmente são adotados o rand sul-africano (R), o pula do Botsuana (P), a libra esterlina (£) e o euro (€).

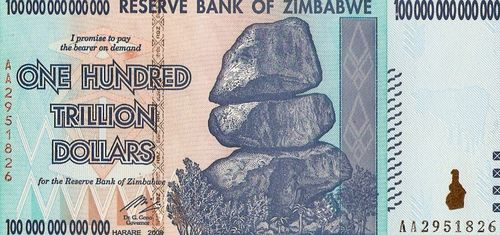
Cédula de cem trilhões de dólares, emitida em 2008. Foi a nota com maior valor já emitida.

Oficialmente o dólar zimbabueano foi desmonetizado em 30 de setembro de 2015, logo após uma conversão em série de todo papel-moeda disponível em circulação. Através de uma taxa fixa, as cédulas eram trocadas por dólares americanos, na proporção de 35 quatrilhões por um dólar americano, ou 175 quatrilhões por cinco dólares americanos.